# Wu Yu
Dans ce nom chinois, le nom de famille, Wu, précède le nom personnel.
Pour les articles homonymes, voir Wu.
Wu Yu (chinois : 吴愉 ; pinyin : Wú Yú) est une boxeuse chinoise née le 13 janvier 1995 dans le Xian de Guiding. Elle est championne olympique des poids mouches en 2024.

## Carrière
Elle remporte l'or en poids mouches aux championnats du monde féminins de boxe amateur 2023. En finale des Jeux olympiques d'été de 2024, Wu remporte la médaille d'or en battant la Turque Buse Çakıroğlu par décision, 4 juges à 1.